# Parectopa albicostella
Parectopa albicostella är en fjärilsart som beskrevs av Braun 1925. Parectopa albicostella ingår i släktet Parectopa och familjen styltmalar. Inga underarter finns listade i Catalogue of Life.